# 스핀 양자수
스핀양자수(spin quantum number)는 주어진 입자의 각 운동량을 나타내는 양자수이며 s자로 표기된다. 양자화된 각운동량으로서 스핀양자수는 다음의 식을 포함한다.
{\displaystyle ||S||={\sqrt {s(s+1)}}\hbar }
여기서 S 양자화된 스핀벡터, {\displaystyle ||S||}는 스핀 벡터의 노름, s는 스핀양자수를 의미한다. 임의의 z축 방향에 대해스핀의 z축 사영({\displaystyle s_{z}})은 다음의 식으로 표현된다.
{\displaystyle s_{z}=m_{s}\hbar }
여기서 {\displaystyle m_{s}}는 부차적인 스핀양자수이다. 이는 -s부터 s에 걸쳐 1씩 차이가 나는 2s + 1 개의 다른 값을 만들어 낸다.
s의 허용되는 값들은 음이 아닌 정수나 반정수이다. 페르미온은 반정수 값을 가지며 보존은 정수 값을 가진다.
파울리 배타 원리에 따르면, 한 오비탈에 양자수가 같은 전자가 존재할 수 없고 서로 반대방향을 가리키게 됨

## 역사
네덜란드 태생 미국 과학자 사무엘 구드스미트와 조지 울렌벡이 관측한 슈뢰딩거가 수소 오비탈의 에너지를 계산한 것과 실제와의 미묘한 차이에 대한 설명을 제시하였다. 그들은 전자들은 회전을 한다고 주장하였다. 이 성질을 스핀라고 한다. 이 후 폴 디랙이 아인슈타인의 상대성이론과 슈뢰딩거의 방법을 결합하는 방법을 찾아내어 자연스럽게 해결되었다.
양자역학에 따르면 전자는 수가지 스핀 상태를 가지는데, 화살표로 up,down 혹은 alpha, beta로 나타낸다. 전자의 경우에는 시계반대 방향으로 돌 때 up상태로 +1/2, 반시계방향일 때 down상태로 -1/2값을 가진다.
전자 스핀은 1922년에 독일 과학자들에 의해서 실험적으로 처음 발견되었다. 그들은 움직이는 전하는 자기장을 생성시키며 따라서 자전 중인 전자는 미세한 막대자석처럼 행동 할 것이라 가정하였다. 그들은 실험 용기내의 공기를 모두 제거하고 아주 불균일한 자기장을 걸었다. 그런 다음, 자석 사이에 은 원자를 좁은 흐름으로 쏘아서 검출기에 이르게 했다. 은 원자의 46개 전자들을 짝지어 있으나 나머지 전자 한 개는 홀로 있다. 따라서 은 원자는 홀전 자 한 개가 무거운 몸체, 즉 전자 한 개를 제외하고 남은 원자에 실려 있는 것처럼 행동한다. 자전 중인 전자가 마치 자전 중인 공처럼 행동한다면 자전축은 아무 방향을 향해도 무방하다. 만일 이렇다면 전자는 걸어 준 자기장에 대해 임의의 방향을 가질 수 있는 막대자석처럼 행동할 것이다. 이 경우에는 자기장이 은 원자들을 자전 방향에 따라 조금씩 다르게 밀어낼 것이기 때문에 검출기에는 은 원자들이 넓은 띠로 나타날 것이고, 실제로 처음 실험했을 때 관찰한 것도 바로 이것이었다.
그러나 이 첫 결과들은 문제가 있었다. 이 실험은 원자들이 원자선 내에서 서로 충돌하기 때문에 쉽지가 않다. 즉, 원자가 어떤 방향으로 움직이다가도 인접 원자와 충돌하여 다른 방향으로 튈 수도 있으므로 넓은 E의 원인이 불확실했다. 그들은 다시 실험을 하면서 훨씬 희박한 원자선을 사용하여 원자들 간의 충돌수를 감소시켰다. 이렇게 하니 좁은 띠 두 개만이 나타났다. 띠 한 개는 스핀 방향이 어느 한 방향으로 같은 원자들이 자기장을 통과하는 것이고, 다른 띠는 스핀이 반대인 원자들이 통과하는 것이다. 그래서 전자는 스핀을 가질 뿐만 아니라 두 가지 종류의 스핀을 가진다는 것을 알게되었다.

## 같이 보기
- 총 각운동량 양자수